# Fullmoon wo Sagashite
Fullmoon wo Sagashite (jap. 満月をさがして, Furumūn o Sagashite, dt. „den Vollmond suchen“) ist eine Manga-Serie der japanischen Zeichnerin Arina Tanemura. Der Manga, der von 2002 bis 2004 erschien und ungefähr 1200 Seiten umfasst, wurde auch als Anime umgesetzt. Das Werk ist in die Genres Drama, Comedy und Shōjo einzuordnen.

## Handlung
Die zwölfjährige Mitsuki Kōyama (神山 満月) leidet unter einem Tumor, der ihren Hals befallen hat. Da sie durch die rettende Operation ihre Stimme verlieren würde, lehnt sie diesen Eingriff ab. Als Kind schwor sie ihrem Schwarm Eichi, den sie im Waisenhaus kennenlernte, eine berühmte Sängerin zu werden, damit er sie nach seinem Umzug in die USA wiederfinden könnte. Kurz nach Eichis Umzug holt Mitsukis Großmutter sie zu sich, verbietet ihr allerdings Sängerin zu werden, da ihre Tochter – Mitsukis Mutter – mit dem Sänger der Band Route L durchbrannte. Die beiden starben kurz nach Mitsukis Geburt bei einem Autounfall.
Eines Tages verkünden ihr zwei Shinigami (im deutschen mit Todesengel übersetzt), dass sie in einem Jahr sterben wird. Mitsuki ist entschlossen, da ihr nur noch ein Jahr bleibt, alles zu geben, um in der ihr verbliebenen Zeit noch ihren Traum zu verwirklichen, und nimmt an einem Gesangs-Wettbewerb von Seed Records teil. Takuto, einer der beiden Shinigami, verwandelt sie kurzzeitig in ein sechzehnjähriges, gesundes Mädchen, damit sie teilnehmen kann. Meroko, der weibliche Part des Duos, ist erst dagegen, wird aber von Mitsuki und Takuto übergangen. Mitsuki gewinnt das Casting und tritt nun unter dem Künstlernamen Fullmoon auf, der englischen Übersetzung ihres Vornamens. Die Shinigami, die sich in kleine Tiere verwandeln können, Takuto in eine Katze und Meroko in einen Hasen, stehen ihr mit Rat und Tat zur Seite. Takuto fühlt sich Mitsuki verbunden, kann sich aber nicht erklären, weshalb. Er verliebt sich überdies in Mitsuki, was Meroko sehr missfällt. Mitsuki weist Takuto aber zurück, da ihr Herz nur Eichi gehört. An dieser Stelle kommt auch heraus, dass Shinigami in ihrem früheren Leben Selbstmord begangen haben. Meroko fühlt sich übergangen und ausgestoßen. In ihrer Not ruft sie einen weiteren Shinigami zu Hilfe. Bei diesen handelt es sich um Izumi, der noch seinen Partner Jonathan mitbringt. Meroko war wahnsinnig verliebt in Izumi, welcher auch ihr früherer Partner vor Takuto war. Eigentlich liebt sie ihn immer noch, aber da er sie sehr tief verletzt hat, verleugnet sie dies. Zunächst versucht Izumi Mitsukis Karriere Steine in den Weg zu legen, doch als er sie ebenfalls kennenlernt, ist auch er von ihrer reinen Seele verzaubert und unterstützt sie fortan. In der schönen Szene, wo Izumi zu Mitsuki sagt „Was glaubst du, warum Selbstmörder zu Todesengeln werden? Wir sind Sünder.“ und damit zum Ausdruck bringt, dass alle Todesengel dies für eine Strafe – ein ewiges verfluchtes Leben, verdammt dazu, den Fehler, den sie im Leben gemacht haben, immer zu wiederholen – halten, antwortet Mitsuki entschlossen mit „Ich denke, es ist eine Chance! Damit ihr euer Glück doch noch irgendwann findet!“ und bringt damit erneut zum Ausdruck, dass sie besonders ist und eine besondere Sicht der Dinge hat.
Als Takuto versucht, etwas über Eichi herauszufinden, trifft er einem Menschen aus seinem früheren Leben und Erinnerungen an dieses kommen zurück. Solange er noch ein unvollständiger Shinigami ist, ist es gefährlich, Erinnerungen an sein früheres Leben zu bekommen, denn wenn man sich als unvollständiger Shinigami an sein ganzes Leben erinnert, wird man ein Geist. Takuto, der noch ein unvollständiger Shinigami ist, erinnert sich zum Glück nur an Teile seines Lebens. Er war vor seinem Selbstmord ebenfalls ein Mitglied von der Band von Mitsukis Vater Route L. Nach dessen Tod startete er eine Solokarriere, musste diese allerdings aufgeben, da er wie Mitsuki an einem Tumor im Hals litt. Er verlor bei der Operation seine Stimme und stürzte sich von einem Gebäude hinab. Der Arzt, der ihn operierte, war das dritte Mitglied der Band. Dieser Arzt arbeitet heute noch im Krankenhaus und ist auch für Mitsukis Untersuchungen verantwortlich. Die Verbindung zwischen Mitsuki und Takuto wird hier sehr deutlich.
Die vier Shinigami versuchen, Eichi zu finden, um Mitsuki glücklich zu machen. Dabei entdecken sie einen Zeitungsartikel über einen Flugzeugabsturz und erfahren, dass Eichi bei diesem umkam. Als Mitsuki bemerkt, dass die drei von Eichis Tod wissen, läuft sie weg. Doch Takuto findet sie und baut sie wieder auf. Bald verliebt sich Mitsuki doch in ihn. Erneut ist Meroko verzweifelt. Aufgrund dessen und auch weil sie einen Schutzwall errichtet hatte, damit kein weiterer Shinigami Mitsuki findet, ist sie sehr schwach und ihre Erinnerung an ihr früheres Leben kehrt zurück. Da sie bereits ein vollständiger Shinigami ist, ist das für sie zum Glück nicht gefährlich. Doch dabei kommt heraus, dass ihr Tod der Grund dafür ist, dass Mitsukis Oma Musik hasst. Meroko, die in ihrem früheren Leben Moe hieß, war die beste Freundin von Fuzuki, Mitsukis Oma. Beide Mädchen verliebten sich in denselben Jungen, welcher Musik machte. Doch er wählte Fuzuki, weshalb sich Moe das Leben nahm. Im falschen Glauben, dass jener Mann, den sie liebte, Mitsukis Opa ist, versucht sie Mitsukis Seele zu nehmen, doch Takuto beschützt Mitsuki. Nachdem Mitsuki Meroko erklärt hat, dass Fuzuki die Mutter ihrer Mutter und der Mann, in den sie verliebt war, der Vater ihres Vaters ist, bereut sie ihre Tat zutiefst. Sie zeigt sich Fuzuki in der Gestalt, die sie vor ihrem Tod hatte, und beide Frauen können endlich damit abschließen.
Auch Izumis Vergangenheit kommt ans Licht. Er warf sich als kleiner Junge vor den Zug, weil seine Mutter ihm nur noch Hass entgegenbringen konnte, seit sein Vater gestorben war. Für jeden erfolgreich abgeschlossenen Auftrag erhält Izumi eine kleine Flasche mit einer Erinnerung und hofft immer noch, dass eine schöne darunter ist. Bisher wurde er jedes Mal enttäuscht.
Nachdem Mitsukis Leben eine Weile friedlich verlief, erhält sie von ihren Fans viele Päckchen zu ihrem Geburtstag. In einem davon, welches ihre Managerin öffnet, befinden sich Knallkörper, welche explodieren und Mitsukis Managerin verletzen. Nachdem auch noch ein befreundeter Sänger von Mitsuki mit einem Messer angegriffen wird und bei einem Konzert eine Flasche (in der sich zum Glück nur Wasser befindet) nach ihr geworfen wird, die ihren Produzenten trifft, überlegt sich Mitsuki ernsthaft, das Singen aufzugeben, da sie nicht will, dass ihretwegen jemand verletzt wird. Zum Glück können ihre Managerin und Takuto sie davon abbringen. Kurze Zeit später wird auch der Täter geschnappt.
Mitsuki ist mit Takuto zu einem Date verabredet, als sie einen Atemnotsanfall bekommt und bewusstlos wird. Sie kommt im Krankenhaus zu sich. Hier kommt nun heraus, dass Mitsuki Fullmoon ist. Ihre Managerin und ihre Oma erfahren es. Zum Glück hat Mitsukis Oma ihre Meinung über Mitsukis Traum inzwischen geändert und erlaubt ihr, mit dem Singen weiterzumachen.
Takuto und Meroko wollen Mitsukis Namen von der Todesliste streichen, um ihr Leben zu retten. Zum Abschied schenkt ihr Takuto eine Kette, die sie erst nicht annehmen will, weil sie bereits eine Kette von Eichi trägt, doch Takuto sagt ihr, dass sie die Kette nicht ablegen muss, sondern sie zusammen tragen kann. Mitsuki entscheidet sich für das Leben und willigt ein, sich operieren zu lassen. Kurz nach dieser Entscheidung kommt Jonathan und lädt Mitsuki zu einem kleinen Spaziergang ein. Mitsuki erfährt, dass Jonathan in Wirklichkeit Sheldon, der Chef der Kinderabteilung des Todesreiches, ist. Dieser will nun Mitsukis Seele nehmen. Mitsuki stellt ihm vorher die Frage, wer sie eigentlich zu Todesengeln erklärt hätte. Sie sagt zu ihm, Engel mit weißen Flügeln, die verirrte Seelen ins Totenreich bringen, stünden doch für Boten Gottes, nicht für Gestrafte. Sie sagt, für sie seien die Todesengel Engel der Hoffnung. Mit diesen Worten kann Mitsuki auch Sheldon verzaubern. Auch Takuto, Meroko und Izumi stellen sich schützend vor sie. Doch der Death Master aus dem Totenreich sendet den „Keil des Schicksals“, um Mitsuki Seele vom Körper zu trennen. Takuto wirft sich vor sie und der Speer durchbohrt beide. Doch dann leuchten sie beide und der Speer verschwindet. Es stellt sich heraus, dass Eichis Seele die ganze Zeit bei Mitsuki war und sie beschützt hat. Mitsukis Name war schon längst von der Todesliste verschwunden und sie konnte nur durch Eichis Gegenwart die Shinigami sehen.
Bei Fullmoons Abschiedskonzert löst sich Takuto in Luft auf. Die Vermutung liegt nahe, dass er Schaden durch den Speerwurf genommen hat oder sich als unvollständiger Shinigami an seine vollständige Vergangenheit erinnert hat und deshalb zum Geist wurde.
Der Death Master und Sheldon opfern sich, damit Mitsuki trotz ihrer Operation ihre Stimme behalten und weiter singen kann. Nach drei Jahren, bei einem weiteren Konzert, steht auf einmal Takuto vor ihr als Mensch. Dieser ist in Wahrheit nie gestorben, sondern lag nur für lange Zeit in einem Koma, nachdem er sich vom Dach gestürzt hatte, und brauchte nach dem Erwachen – der Zeitpunkt, als er als Shinigami verschwand – drei Jahre, um wieder vollständig gesund zu werden. Nach dem Wiedersehen der beiden und dem überfälligen Kuss vor dem gesamten Publikum singt Mitsuki eine letzte Zugabe. Als sie Hand in Hand mit Takuto glücklich lächelnd auf der Bühne steht, löst sich ein Licht von ihr. Es ist Eichis Seele. Er weint, schreit und streckt die Arme nach Mitsuki, doch sie kann ihn weder sehen noch hören. Doch als er ihr glückliches Lachen sieht, lächelt auch er und löst sich auf. Meroko und Izumi haben auch endlich zusammengefunden. Das Treffen mit Mitsuki hat sie beide verändert, sodass sie in der Lage sind, die Vergangenheit hinter sich zu lassen und glücklich zu sein.

## Veröffentlichungen
Fullmoon wo Sagashite erschien in Japan von Januar 2001 bis Mai 2004 in Einzelkapiteln im Manga-Magazin Ribon des Verlags Shūeisha. Dieser brachte die Einzelkapitel ab Juni 2002 auch in sieben Sammelbänden heraus. Der zweite Sammelband beinhaltet außerdem Tanemuras 2001 veröffentlichte Kurzgeschichte Gin Yuu Mei Ka (吟遊名華, Gin’yū Meika). Der Titel ist ein Kofferwort aus gin’yū shijin für „Troubadour, Ménestrel“ wobei shijin für „Dichter(-Sänger)“ durch meika für „schöne Blume; schöne Frau“ ersetzt wurde, hier in einer ungewöhnlichen Schreibweise statt üblicherweise (名花). Darin geht es um einen Zwölfjährigen, der unter einem Kirschbaum für einen Klavierwettbewerb übt und dabei einem siebzehnjährigen Mädchen begegnet, das sich als „Fee des Baumes“ ausgibt und mit dem er nach dem Wettbewerb zusammenkommt.
Der Manga erschien auch in den USA, in Frankreich, Deutschland, Südkorea und Spanien. Der Verlag Egmont Manga & Anime veröffentlichte die sieben Sammelbände von Januar 2004 bis Juni 2005 auf Deutsch. Von Mai 2022 bis August 2022 veröffentlichte Egmont Manga zudem eine zwei Bände umfassende Luxury Edition, die alle Bände umfasst. Im Dezember 2006 erschien das zweite Artbook von Tanemura, in dem größtenteils die Bilder von Fullmoon wo Sagashite vorhanden sind.

## Anime-Adaption
Eine 52 Episoden umfassende Anime-Fernsehserie auf Basis des Mangas wurde 2002 vom Studio Deen produziert. Regie führte Toshiyuki Kato, das Charakterdesign entwarf Yuka Kudo und die künstlerische Leitung hatte Nobuto Sakamoto inne. Die Serie wurde
vom 6. April 2002 bis zum 29. März 2003 auf dem japanischen Fernsehsender TV Tokyo erstausgestrahlt. Im November 2002 wurde außerdem ein zehnminütiges Special mit dem Titel Full Moon o Sagashite: Kawaii Kawaii Daibōken (満月をさがして かわいいかわいい大冒険, dt. „Den Vollmond suchen: das niedlich-niedliche, große Abenteuer“) gezeigt.
Die Serie erschien auf Englisch bei Viz Media und wurde auch ins Chinesische übersetzt.
Der Anime unterscheidet sich teilweise von der Manga-Serie. Es kommen einige Füllepisoden vor und Details über Takutos Vergangenheit werden anders geschildert. Außerdem weiß Mitsuki nicht von Eichis Tod und fährt nach Amerika, um ihn zu sehen. Takuto stirbt, indem er sich mit seinem Motorrad ins Wasser stürzt, anstatt vom Haus zu springen. Das Ende ist ebenfalls unterschiedlich. Im Anime wird Meroko zu einem Engel, weil sie Takuto sein Leben zurückgibt.

### Synchronisation
| Rolle          | japanischer Sprecher (Seiyū) |
| -------------- | ---------------------------- |
| Meroko Yui     | Chieko Honda                 |
| Takuto Kira    | Yasuo Saitō                  |
| Mitsuki Kōyama | Myco                         |

### Musik
Die Vorspanntitel sind I ♥ U und Rock'n Roll Princess von THE*SCANTY. Für die Abspanne verwendete man die Lieder New Future, My self, Eternal Snow und Love Chronicle von Changin’ My Life. Auch die Lieder Smile und Focus von Changin’ My Life kommen im Anime vor.

## Erfolg
Die Veröffentlichung in Deutschland gilt als kommerzieller Erfolg, da mehrere Bände zu den zehn meistverkauften Mangas eines Monats zählten, so war der 7. Band im Juni 2005 auf Platz eins. Die Zeitschrift MangasZene spricht von einer „großen Fangemeinde“ in Deutschland.
Bereits zuvor hatte MangasZene den Anime gelobt und schrieb im Review, dass er ebenfalls wie Kamikaze Kaito Jeanne über „liebevoll ausgearbeitete Charaktere“ verfüge und den Zuschauer mit „einer schönen wie zugleich traurigen Geschichte beglückt“. Auch über die Musik äußerten sich die Autoren positiv und beschrieben sie als  „wundervoll“.